# 샹청구 (샹양시)

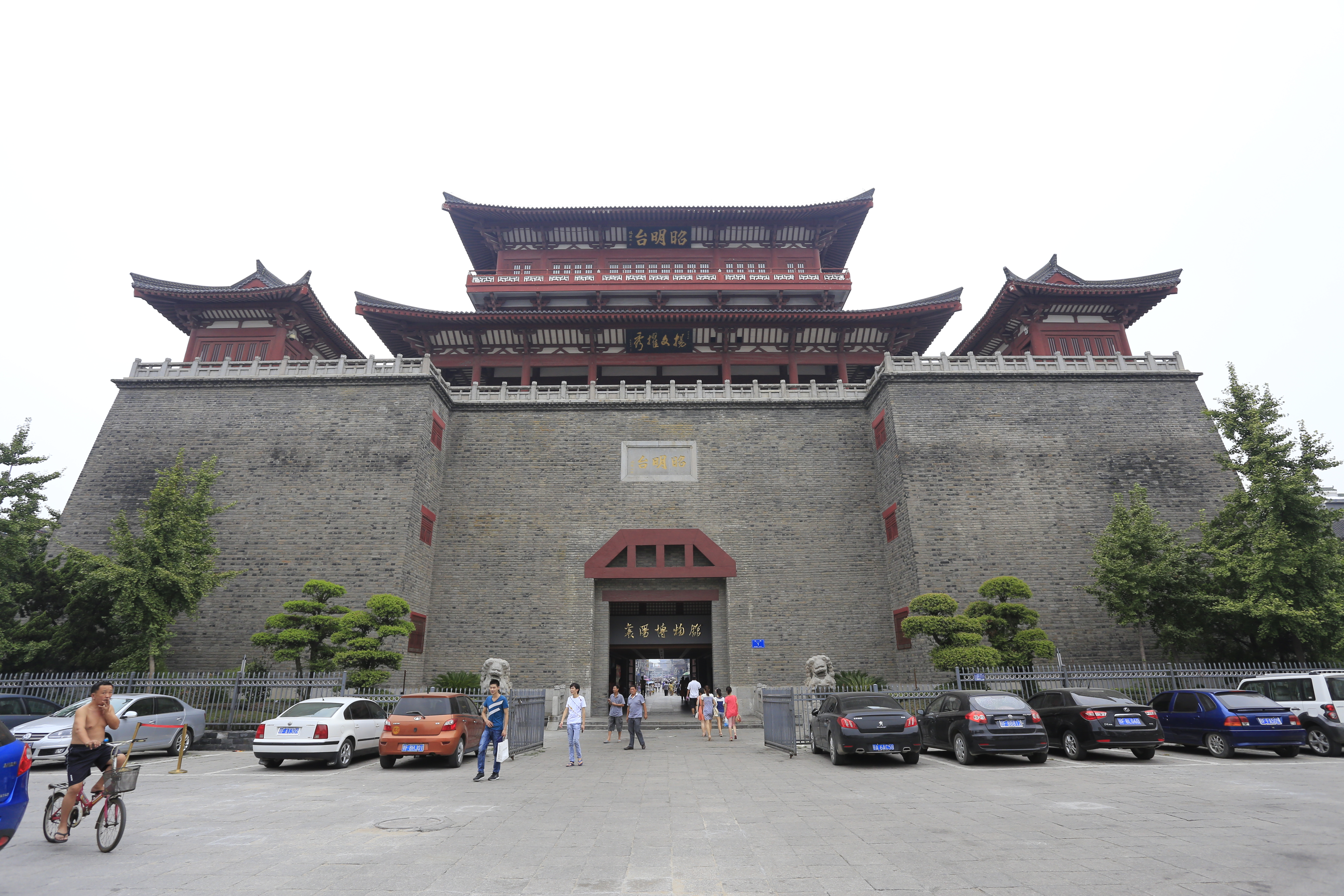

샹청구(중국어: 襄城区, 병음: Xiāngchéng Qū)는 중화인민공화국 후베이성 샹양 시의 현급 행정구역이다. 넓이는 645km2이고, 인구는 2007년 기준으로 470,000명이다.

## 행정 구역
5개 가도, 2개 진, 1개 향을 관할한다.
- 가도: 王府街道, 昭明街道, 庞公街道, 檀溪街道, 隆中街道.
- 진: 卧龙镇, 欧庙镇.
- 향: 尹集乡.